# Trichophaga cuspidata
Trichophaga cuspidata är en fjärilsart som beskrevs av László Anthony Gozmány. Trichophaga cuspidata ingår i släktet Trichophaga och familjen äkta malar. Inga underarter finns listade i Catalogue of Life.